# Lijst van voetbalinterlands Antigua en Barbuda - Grenada
Deze lijst van voetbalinterlands is een overzicht van alle officiële voetbalwedstrijden tussen de nationale teams van Antigua en Barbuda en Grenada. De landen speelden tot op heden zeven keer tegen elkaar. De eerste ontmoeting was een wedstrijd voor de Caribbean Cup 1997 op 6 juli 1997 in Saint John's. Het laatste duel, een kwalificatiewedstrijd voor het Wereldkampioenschap voetbal 2022, vond plaats in Saint John's op 4 juni 2021.

## Wedstrijden
| № | Plaats         | Datum           | Competitie                      | Wedstrijd                    | Uitslag |
| - | -------------- | --------------- | ------------------------------- | ---------------------------- | ------- |
| 1 | Saint John's   | 6 juli 1997     | Caribbean Cup 1997              | Antigua en Barbuda − Grenada | 1 − 3   |
| 2 | Saint John's   | 19 april 1998   | Caribbean Cup 1998 kwalificatie | Antigua en Barbuda − Grenada | 2 − 1   |
| 3 | Kingstown      | 3 november 2006 | Vriendschappelijk               | Antigua en Barbuda − Grenada | 1 − 1   |
| 4 | Saint George's | 28 juni 2009    | Vriendschappelijk               | Grenada − Antigua en Barbuda | 2 − 2   |
| 5 | Saint George's | 27 mei 2011     | Vriendschappelijk               | Grenada − Antigua en Barbuda | 2 − 2   |
| 6 | Saint John's   | 7 juni 2016     | Caribbean Cup 2017 kwalificatie | Antigua en Barbuda − Grenada | 5 − 1   |
| 7 | Saint John's   | 4 juni 2021     | WK 2022 kwalificatie            | Antigua en Barbuda − Grenada | 1 − 0   |

## Samenvatting
| Competitie                 | Totaal gespeeld | Winst Antig. en Barb. | Gelijk | Winst Grenada | Doelsaldo Antig. en Barb. – Grenada |
| -------------------------- | --------------- | --------------------- | ------ | ------------- | ----------------------------------- |
| WK-kwalificatie            | 1               | 1                     | 0      | 0             | 1 − 0                               |
| Caribbean Cup              | 1               | 0                     | 0      | 1             | 1 − 3                               |
| Caribbean Cup-kwalificatie | 2               | 2                     | 0      | 0             | 7 − 2                               |
| Vriendschappelijk          | 3               | 0                     | 3      | 0             | 5 − 5                               |
| Totaal                     | 7               | 3                     | 3      | 1             | 14 − 10                             |

Wedstrijden bepaald door strafschoppen worden, in lijn met de FIFA, als een gelijkspel gerekend.
ABFA · A-internationals · Vrouwenelftal van Antigua en Barbuda
Amerikaanse Maagdeneilanden ·
Anguilla ·
Aruba ·
Bahama's ·
Barbados ·
Bermuda ·
Britse Maagdeneilanden ·
Cuba ·
Curaçao ·
Dominica ·
Dominicaanse Republiek ·
El Salvador ·
Estland ·
Grenada ·
Guatemala ·
Guyana ·
Haïti ·
Hongarije ·
Jamaica ·
Kaaimaneilanden ·
Montserrat ·
Nederlandse Antillen ·
Puerto Rico ·
Saint Kitts en Nevis ·
Saint Lucia ·
Saint Vincent en de Grenadines ·
Suriname ·
Trinidad en Tobago ·
Verenigde Staten
GFA · A-internationals · Bondscoaches · Statistieken · Grenediaans vrouwenelftal · Olympisch elftal
1978 – 1989 · 
1990 – 1999 · 
2000 – 2009 · 
2010 – 2019 ·
2020 − 2029
CGC 2009 · 
CGC 2011 ·
CGC 2021
Amerikaanse Maagdeneilanden ·
Andorra ·
Anguilla ·
Antigua en Barbuda ·
Aruba ·
Barbados ·
Belize ·
Bermuda ·
Britse Maagdeneilanden ·
Costa Rica ·
Cuba ·
Curaçao ·
Dominica ·
El Salvador ·
Gibraltar ·
Guatemala ·
Guyana ·
Haïti ·
Honduras ·
Jamaica ·
Kaaimaneilanden ·
Montserrat ·
Nederlandse Antillen ·
Noorwegen ·
Panama ·
Puerto Rico ·
Qatar ·
Rusland ·
Saint Kitts en Nevis ·
Saint Lucia ·
Saint Vincent en de Grenadines ·
Suriname ·
Taiwan ·
Trinidad en Tobago ·
Verenigde Staten